# からすのパンやさん

越前市市民バスの「からすのパンやさん」ラッピング車両

『からすのパンやさん』は、かこさとし作・絵の絵本。1973年（昭和48年）に偕成社の絵本シリーズ『かこさとし おはなしのほん』全10冊の第7巻として刊行された。

## ストーリー
いずみがもりのからすのまちにあるパン屋に、4羽の赤ちゃんが生まれた。からすの夫婦は子ども達の意見を参考にユニークな形のパンをたくさん作り、パン屋は大いに繁盛する。

## 評価
森に暮らすカラスの大群の1羽1羽が表情豊かに描かれていると共に、カラスの一家が協力して作った野菜・果物・乗り物・動物・おもちゃなど様々なものを象ったパンを、見開きで大量に並べたページが子どもに人気の場面として評価が高い。作中に登場するパンを実際に調理した様子を記録した書籍も存在する。累計240万部発行を記録し（2018年現在）、かこさとしの代表作の1つに数えられる。

## 関連作品

### 続編
2013年、成長した4羽の若からすそれぞれを主人公に、続編が4冊刊行された。
『からすのおかしやさん』（かこさとし おはなしのほん11）
一番目のチョコくんが、両親が留守のあいだお店を任されたことをきっかけにお菓子屋さんを開く。
『からすのやおやさん』（かこさとし おはなしのほん12）
二番目のリンゴさんが、余った野菜を機転をきかせて売り出し、八百屋さんがはじまる。
『からすのてんぷらやさん』（かこさとし おはなしのほん13）
三番目のレモンさんが、火事で焼けた天ぷら屋を手伝う。
『からすのそばやさん』（かこさとし おはなしのほん14）
四番目のオモチくんが、隣の村のお蕎麦屋さんで修行を始めたことをきっかけに、お蕎麦屋さんを開く。

### トランプ
からすのパンやさん トランプ
からすのパンやさんを題材にしたトランプ（英米式カード）。このトランプの4種類の基本カードには「スペード」「ハート」「ダイヤ」「クラブ」ではない、別のシンボルが使用されている。